# Illes Shiwaku
Les illes Shiwaku (塩飽諸島, Shiwaku-shotō o 塩飽島 Shiwaku-jima) són un arxipèleg de la mar interior de Seto i pertanyents a la prefectura de Kagawa. Cap d'aquestes illes, moltes d'elles poblades, té categoria de municipi independent i, per tant, pertanyen a diferents municipis costers de la prefectura de Kagawa. El nom de les illes deriva del verb Shioyaku (塩焼く) o Shiowaku (潮湧く) que vol dir "bollir l'aigüa per obtindre sal", una pràctica comuna a les illes. A algunes illes s'hi troben els pilars del gran pont de Seto que travessa la mar fins a arribar a la prefectura d'Okayama, a l'illa de Honshu.

## Illes
| Nom            | Japonés  | Municipi | Superfície | Població | Notes                                           |
| -------------- | -------- | -------- | ---------- | -------- | ----------------------------------------------- |
| Awa-shima      | 粟島     | Mitoyo   | 3,65       | 330      |                                                 |
| Benten-jima    | 弁天島   | Marugame | 0,007      | 0        |                                                 |
| Budo-jima      | 歩渡島   | Sakaide  | 0,01       | 0        |                                                 |
| Futaomote-jima | 二面島   | Tadotsu  | 0,01       | 0        |                                                 |
| Hiro-shima     | 広島     | Marugame | 11,68      | 453      | 7 illes de Shiwaku.                             |
| Hitsuishi-jima | 櫃石島   | Sakaide  | 0,88       | 236      | 7 illes de Shiwaku. Passa el gran pont de Seto. |
| Hon-jima       | 本島     | Marugame | 6,38       | 627      | 7 illes de Shiwaku.                             |
| Iwakuro-jima   | 岩黒島   | Sakaide  | 0,16       | 94       | Passa el gran pont de Seto.                     |
| Kamima-shima   | 上真島   | Marugame | 0,01       | 0        |                                                 |
| Karasu-kojima  | 烏小島   | Marugame | 0,003      | 0        |                                                 |
| Kohadaka-jima  | 小裸島   | Sakaide  | 0,0001     | 0        |                                                 |
| Kosei-jima     | 小瀬居島 | Sakaide  | 0,05       | 0        |                                                 |
| Mitsugo-jima   | 三つ子島 | Sakaide  | 0,0006     | 0        | Passa el gran pont de Seto.                     |
| Mukai-jima     | 向島     | Marugame | 0,25       | 0        |                                                 |
| Muroki-shima   | 室木島   | Sakaide  | 0,01       | 0        |                                                 |
| Nabe-shima     | 鍋島     | Sakaide  | 0,007      | 0        |                                                 |
| Naga-shima     | 長島     | Marugame | 0,09       | 0        |                                                 |
| Ōhadaka-shima  | 大裸島   | Sakaide  | 0,0007     | 0        |                                                 |
| Ote-shima      | 小手島   | Marugame | 0,53       | 50       |                                                 |
| Oyo-shima      | 小与島   | Sakaide  | 0,23       | 2        |                                                 |
| O-shima        | 小島     | Tadotsu  | 0,27       | 0        |                                                 |
| Sanagi-shima   | 佐柳島   | Tadotsu  | 1,81       | 146      |                                                 |
| Sei-jima       | 瀬居島   | Sakaide  | 0,91       | 741      | Connectada a terra                              |
| Shami-jima     | 沙弥島   | Sakaide  | 0,28       | 124      | Connectada a terra                              |
| Shimoma-shima  | 下真島   | Marugame | 0,007      | 0        |                                                 |
| Shiraishi      | 白石     | Marugame | 0,0008     | 0        |                                                 |
| Shishi-jima    | 志々島   | Mitoyo   | 0,58       | 32       |                                                 |
| Takami-shima   | 高見島   | Tadotsu  | 2,34       | 73       | 7 illes de Shiawaku.                            |
| Te-shima       | 手島     | Marugame | 3,35       | 72       | 7 illes de Shiwaku.                             |
| Ushi-jima      | 牛島     | Marugame | 0,77       | 16       | 7 illes de Shiwaku.                             |
| Wasa-shima     | 羽佐島   | Sakaide  | 0,04       | 0        | Passa el gran pont de Seto.                     |
| Yo-shima       | 与島     | Sakaide  | 1,02       | 142      | 7 illes de Shiwaku. Passa el gran pont de Seto. |